# Тери Игълтън
Тери Игълтън, както е известен (на английски: Terry Eagleton), по рождение Терънс Франсис Игълтън (Terence Francis Eagleton; роден на 22 февруари 1943 г. в Салфорд) е британски литературен теоретик, често нареждан сред най-влиятелните литературоведи от последните 3 десетилетия. 
През 1992-2001 г. Игълтън е професор по английска литература в Оксфорд.
Неговата най-популярна книга е Въведение в литературната теория (Literary Theory: an Introduction, 1983, подобрено изд. 1996), която проследява изучаването на текстове от Романтизма през 19 век до постмодернизма на 20 век. 
Игълтън смята себе си за марксист.

## Кариера
Игълтън получава магистърска и докторска степен от Тринити колидж, Кеймбридж и след това е аспирант в Джизъс Колидж, Кеймбридж. След като прекарва няколко години в Оксфорд в Уодам колидж, Линакър колидж и Сейнт Кейтрин колидж той става Джон Едуард Тейлър професор по културна теория в Манчестърския университет до принудителното си пенсиониране през 2008 г. 
Сред книгите му са монографиите „Шекспир и обществото“ (1971), „Литературознание и идеология“ (1976), „Валтер Бенямин, или напред към революционно литературознание“ (1981), „Увод в литературната теория“ (1982, 1995), „Идеология на естетиката“ (1990), „Витгенщайн“ (1993), „Функции на литературознанието“ (1996), „Илюзиите на постмодернизма“ (1997), „Идеята за култура“ (2000), „Сладко насилие (Идеята за трагическото)“ (2002) и др. Съавтор е на христоматията „Марксистката литературна теория“ (1996). Но Тери Игълтън е и автор на романа „Светци и учени“ (1987), на широко дискутираните мемоари „Пазачът на дверите“ (2002), на пиесата „Свети Оскар“ (1990) и на сценария за филма на Дерек Джарман „Витгенщайн“ (1993).
През 2003 г. Тери Игълтън посещава България и изнася в Нов български университет публична лекция на тема „Културните войни“..
Гостуването му е свързано с българско издание на книгата „Увод в литературната теория“, но се оказва, че две години по-рано тя е била публикувана без съответното разплащане, нещо, което той не одобрява.

## Критика към Игълтън
У. Дерезиевиц (Йейл) пише за книгата на Игълтън След теорията (After Theory) „колко трудно е да се обясни към какво се стреми и какво желае Игълтън? Цялата разточителност на писането и изказа, плагиатстването от самия себе си, елегантната, пъргава и лесно консумируема проза, и разбира се самите продажби обясняват: Игълтън желае премахването на капитализма, но доколкото и докогато капитализмът е тук, той планира да се възползва възможно най-добре от него. Някой, който притежава 3 къщи, не трябва да проповядва саможертвата, и някой, чийто кариеризъм в Оксбридж [тоест Оксфорд и Кеймбридж] e станал легендарен, не трябва да говори на интервюиращите за неговото от дълго време съжаление, че е отказал работа в Open University.“